# Béla Pásztor

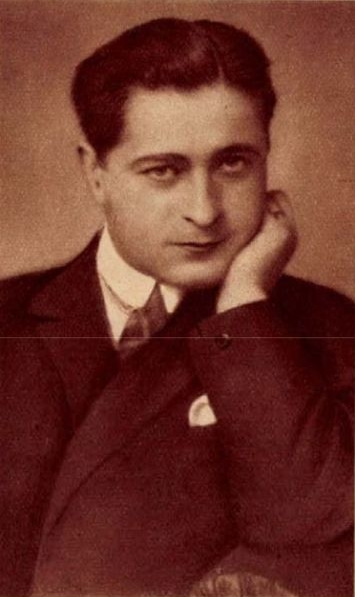
Béla Pásztor

Béla Pásztor, eigentlich Béla Berger, (geboren am 1. Januar 1894 in Ákos, Österreich-Ungarn; gestorben am 24. Dezember 1966 in New York City, Vereinigte Staaten) war ein ungarischer Schauspieler bei Bühne und Film, ein Dramaturg, Autor, Filmproduzent, Regisseur sowie ein Filmmanager.

## Leben
Pásztor besuchte kurz vor oder während des Ersten Weltkriegs die Schauspielschule in Budapest und trat anschließend am Theater in der k.u.k-Provinz wie Ödenburg und Pressburg auf. Dabei wählte er die Pseudonyme Károly Polgár und Ferenc Szabó. 1919 knüpfte er als Schauspieler erstmals Kontakt zum Film, blieb aber diesem Medium fortan (seit 1921) als Aktiver vorübergehend fern. Er schrieb stattdessen Zeitungsartikel, übernahm 1922 die Leitung der Budapester Varietébühne Royal Orfeum, 1924 die von Lichtspielhäusern in den Niederlanden und bald darauf die Leitung der Budapester UFA-Filmfiliale. 1929 war Paztor erneut an einer Theaterneugründung beteiligt und wurde schließlich zum Dramaturgen der Paramount-Vertretung in Budapest berufen. Nach einem Aufenthalt in Berlin kehrte der Jude Pásztor infolge der nationalsozialistischen Machtergreifung in die ungarische Heimat zurück und leitete dort fünf Jahre lang mit dem Radius Kino erneut ein eigenes Lichtspieltheater. Mit der Pásztor-Film gründete der Vielbeschäftigte 1935 seine eigene kleine Produktionsfirma. 
Von Frühjahr 1936 bis 1938 zeichnete Pásztor als Regisseur an der Entstehung von insgesamt sechs Kinofilmen verantwortlich, ehe ihn die nunmehr auch im Ungarn des Reichsverwesers Admiral Horthy greifenden, antisemitischen Rassegesetze an der künstlerischen Weiterarbeit hinderten. Auch Pásztors Konversion zum Katholizismus am 14. Oktober 1938 sollte nichts an seiner sich nunmehr dramatisch verschlechternden Situation ändern. 1941 wurde Pásztor in ein Arbeitslager verschleppt. Bei Kriegsende wurde Béla Pásztor zum künstlerischen Leiter der Produktionsgesellschaft MAFIRT berufen und produzierte mit dem deutschsprachigen Streifen Renée XIV. Der König streikt (in den Hauptrollen Franziska Gaal, Johannes Heesters, Hans Moser und Theo Lingen) 1946 einen der ersten ungarischen Nachkriegsfilme. 1949 wanderte der Ungar ins soeben gegründete Israel aus, wo er die folgenden Jahre als Schauspieler arbeitete. Darüber hinaus wirkte er als Bühnenregisseur und inszenierte Stücke wie Der Teufel (von Franz Molnar) und Pygmalion (von George Bernard Shaw). 1958 ging Pásztor in die Bundesrepublik Deutschland und trat in Berlin als Zeitungskorrespondent in Erscheinung. Außerdem übernahm er im selben Jahr eine kleine Rolle in dem „ungarischen“ Operettenfilmstoff Der Czardas-König. Seine letzten Lebensjahre verbrachte Béla Pásztor in den Vereinigten Staaten.

## Filmografie
als Schauspieler:
- 1919: Éva
- 1919: Cigányszerelem
- 1921: Mackó úr kalandjai
- 1958: Der Czardas-König

als Drehbuchautor:
- 1921: Vörösbegy
- 1941: Életre ítéltek!

als Regisseur:
- 1936: Forog az idegen
- 1936: A sárga csikó
- 1937: Hol alszunk vasárnap?
- 1937: A falu rossza
- 1938: A piros bugyelláris
- 1939: Vadrózsa

als Produzent:
- 1936: Forog az idegen
- 1936: A sárga csikó
- 1937: Hol alszunk vasárnap?
- 1937: A falu rossza
- 1938: A piros bugyelláris
- 1939: Vadrózsa
- 1946: Der König streikt (Renée XIV.) (Produktionsleitung / unvollendet)